# 1882: Кастер у кайданах
«1882: Кастер у кайданах» (англ. 1882: Custer in Chains) — роман в жанрі альтернативної історії авторства Роберта Конроя. Вперше опубліковано 5 травня 2015 р.

## Сюжет
Точка розбіжності сталася під час Великої війни сіу 1876 року, коли Джордж Армстронг Кастер вижив і переміг Сидячого Бика та сіу в битві біля Літтл Біггорна.
Перемога Кастера над корінними американцями призвела до того, що він став досить популярним, щоб успішно балотуватися в президенти на президентських виборах 1880 року.
Через два роки Кастер відчуває, що нудьгує, і шукає для завоювання нові світи. Він і його дружина Ліббі зосереджені на занепаді Іспанської імперії як на джерелі нових земель. Він не розуміє, що американські військові не готові до такої авантюри.
Коли група американців на кораблі, що прямував на Кубу, зазнає масового вбивства, громадяни США обурені. Через цей інцидент на горизонті маячить війна проти Іспанії.